# 永安郡 (永安)
永安郡，中国南北朝时设置的郡。
北魏永安年间，改新兴郡为永安郡，故治在今定襄县（今山西定襄县）。领五县：定襄、阳曲、平寇、蒲子、驴夷。22748户，104185口。辖境相当今山西忻州市及定襄县、五台县、阳曲县、静乐县、盂县等地。北齐废永安郡。